# Rendimiento laboral

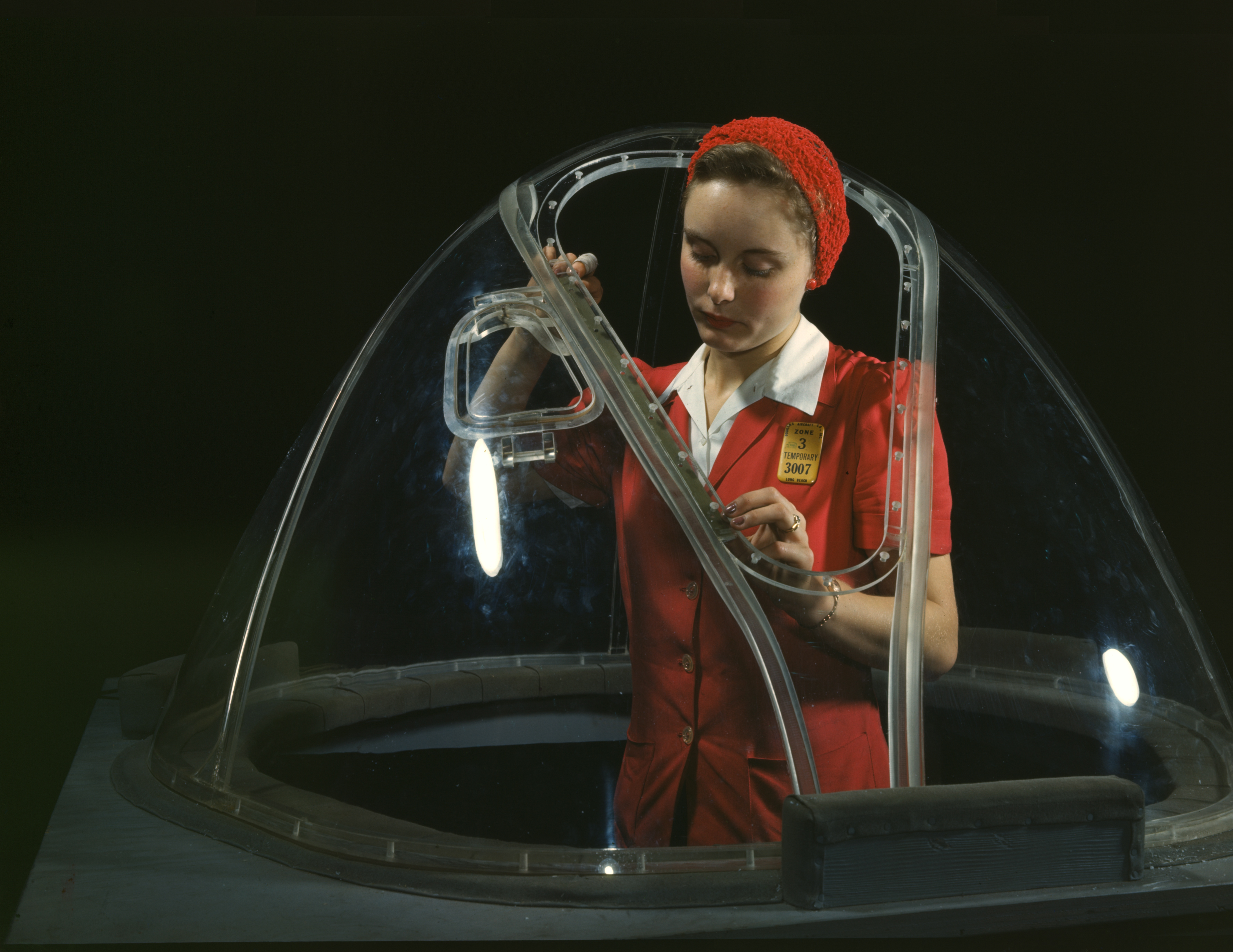
Trabajadora. El rendimiento laboral mide lo bien que una persona realiza su trabajo.

El rendimiento laboral, desempeño laboral, rendimiento en el trabajo o rendimiento profesional es lo bien que una persona realiza un trabajo. Dependiendo de la tarea, este rendimiento puede medirse en cantidad de producto fabricado, grado de calidad alcanzado, tiempo necesitado, facturación conseguida y otras formas. El desempeño laboral, estudiado académicamente como parte de la psicología industrial y organizacional, forma parte de la gestión de recursos humanos. Para los resultados de una organización, el desempeño de sus empleados es un criterio importante. John P. Campbell describe el desempeño laboral como una variable de escala individual, que se mide a una sola persona. Esto lo diferencia de constructos más amplios como el desempeño organizacional o el desempeño nacional, que son variables de nivel superior. Un concepto relacionado es la productividad. El rendimiento profesional se mide mediante la evaluación del desempeño o evaluación del rendimiento.

## Características
Campbell describe varias características clave que ayudan a aclarar el significado de este concepto.

### Resultados
En primer lugar, Campbell define el rendimiento laboral como el comportamiento, que es algo que hace un empleado. Este concepto diferencia el desempeño de los resultados. Los resultados provienen, en parte, del desempeño de un individuo, pero también dependen de otras influencias.
Campbell permite excepciones al definir el desempeño como comportamiento. Por ejemplo, aclara que el desempeño no tiene por qué consistir necesariamente en las acciones directamente observables de un individuo. Puede tratarse de procesos mentales como respuestas o decisiones. Sin embargo, el desempeño debe estar bajo el control del individuo, independientemente de si el desempeño estudiado es mental o conductual.
La diferencia entre la acción individual controlada y los resultados se explica mejor a través de un ejemplo. En un trabajo de ventas, un resultado favorable es un cierto nivel de ingresos generado a través de la venta de algo. Estos ingresos pueden generarse o no, dependiendo del comportamiento de los empleados y de que el producto corresponda a las necesidades y deseos de los consumidores. Cuando el empleado realiza bien su trabajo, aumenta este nivel de ingresos. Sin embargo, ciertos factores, además del comportamiento de los empleados, influyen en las ventas. Por ejemplo, pueden caer por las condiciones económicas, cambios en las preferencias de los clientes, cuellos de botella en la producción, etc. En estas condiciones, el desempeño de los empleados se mantiene, pero las ventas disminuyen. Lo primero es el rendimiento y después viene la eficacia de ese rendimiento. Se pueden disociar estos 2 aspectos porque el rendimiento no es lo mismo que la eficacia.
Otro concepto estrechamente relacionado es la productividad, la relación entre los resultados obtenidos y los recursos empleados. Por ejemplo, en una empresa que factura anualmente 100 millones de unidades monetarias (UM) y tiene 100 empleados, la productividad media anual por empleado es 1 millón de UM. Se puede calcular la productividad teniendo en cuenta todos los gastosː salarios, insumos y coste del capital invertido. 
También puede citarse el concepto de utilidadː la satisfacción del consumidor al obtener un bien (producto o servicio). Al contrario que la productividad, que es objetiva, la utilidad es subjetivaː con el mismo producto unos consumidores pueden quedar muy satisfechos y otros, descontentos. 

### Relevancia de los objetivos organizacionales
Otra característica clave del desempeño laboral es que debe ser relevante para alcanzar los objetivos principales de la organización. En consecuencia, el rendimiento no incluye actividades en las que se invierte esfuerzo en alcanzar objetivos secundarios. Por ejemplo, el esfuerzo realizado para llegar al trabajo en el menor tiempo posible no constituye rendimiento (excepto cuando se trata de evitar llegar tarde).

### Factores
A pesar del interés por definir y predecir el desempeño laboral, no se trata de un constructo único ni unificado. Hay muchísimos trabajos, y se han definido diferentes estándares de desempeño para grupos de ellos.
Se acepta que el desempeño laboral consta de más de un tipo de comportamiento. Campbell (1990) propuso un modelo de desempeño de 8 factores basado en una investigación analítica factorial que intentó capturar los factores de desempeño laboral que se podían observar en todos los trabajos.
1. El primer factor son los comportamientos específicos de la tarea, que incluyen los que un individuo realiza como parte de un trabajo. Son las tareas sustantivas fundamentales que diferencian un trabajo de otro.
2. El segundo factor, los comportamientos no específicos de la tarea, son los que un individuo debe llevar a cabo y que no se circunscriben a un trabajo concreto. Volviendo al vendedor, un ejemplo de comportamiento específico sería mostrar el producto al potencial cliente. En cambio, un comportamiento no específico sería instruir a nuevos vendedores.
3. Las tareas de comunicación escrita y oral se refieren a actividades en las que se evalúa al trabajador no por el contenido del mensaje que transmite, sino por la destreza con la que lo transmite. Los empleados necesitan realizar comunicaciones orales y escritas, formales e informales, a diversos interlocutores.
4. El desempeño de un individuo también puede evaluarse en términos de esfuerzo, ya sea día a día o cuando hay circunstancias extraordinarias. Este factor refleja el grado de compromiso de una persona con sus tareas laborales (véase también Compromiso organizacional).
5. El ámbito del desempeño también podría incluir un aspecto de disciplina personal. Se esperaría que las personas cumplieran la ley y tuvieran en su vida personal comportamientos (alimentarse bien, descansar lo suficiente, no abusar de sustancias...) que no interfirieran con su trabajo.
6. En empleos donde las personas trabajan en estrecha colaboración o son altamente interdependientes, el desempeño puede incluir el grado en que una persona ayuda a los grupos y a sus colegas. Esto podría incluir actuar como un buen modelo a seguir, impartir formación, dar consejos o ayudar a mantener los objetivos del grupo.
7. Muchos trabajos también tienen un componente de supervisión o liderazgo. Se confiará en que el individuo lleve a cabo muchas de las cosas delineadas en el factor anterior y, además, será responsable de repartir recompensas y castigos. Estos aspectos del desempeño ocurren cara a cara.
8. El desempeño gerencial y administrativo abarca aquellos aspectos de un trabajo que sirven al grupo u organización, pero que no implican supervisión directa. Una tarea gerencial sería establecer un objetivo organizacional o responder a estímulos externos para ayudar a un grupo a alcanzar sus objetivos. Además, un gerente podría ser responsable de supervisar el progreso grupal e individual hacia los objetivos y de supervisar los recursos de la organización.

Murphy (1994) propuso y desarrolló otra taxonomía del desempeño laboral para la Marina de los EE. UU. Este modelo es significativamente más amplio, pero describe solamente 4 dimensiones del rendimiento laboral.
1. Los comportamientos orientados a tareas son similares a los comportamientos específicos de tareas en el modelo de Campbell. Esta dimensión incluye todas las tareas importantes relevantes para el trabajo de un individuo.
2. Los comportamientos orientados interpersonalmente están representados por cualquier interacción que el empleado estudiado tiene con otros trabajadores. Estas interacciones pueden estar o no relacionadas con la tarea. Esta dimensión se aparta de la taxonomía de Campbell porque incluye comportamientos (conversaciones informales, socialización, etc.) que no apuntan al objetivo de una organización.
3. Las conductas de tiempo libre son comportamientos que los empleados realizan durante su tiempo libre, ya sea en el lugar de trabajo o fuera de él. Las conductas de tiempo libre fuera del lugar de trabajo solo se consideran para el desempeño laboral cuando le afectan posteriormente (por ejemplo, conductas externas que causan absentismo laboral).
4. Comportamientos destructivos o peligrosos.

Además de estos modelos que describen dimensiones del rendimiento, se han identificado diferentes tipos de comportamientos que componen el rendimiento.

## Tipos
Otra forma de dividir el desempeño es en términos de tareas y comportamientos contextuales (productivos —denominados "comportamientos de ciudadanía organizativa" por la acepción 3 de ciudadaníaː «comportamiento propio de un buen ciudadano»— y contraproducentes). Mientras que el desempeño de la tarea describe comportamientos obligatorios, los comportamientos contextuales son comportamientos que no cumplen aspectos específicos del rol requerido del trabajo. Las conductas productivas se definen como comportamientos que contribuyen a los objetivos de la organización a través de su efecto sobre las condiciones sociales y psicológicas. Las conductas contraproducentes, por otro lado, son acciones intencionadas de los empleados que eluden los objetivos de la organización. 

## Determinantes
Campbell (1990) también sugirió 3 determinantes de los componentes del desempeño: conocimiento declarativo, conocimiento y habilidad procedimental y motivación.
El conocimiento declarativo consiste en saber los requisitos de una determinada tarea. Por ejemplo, el conocimiento declarativo incluye el conocimiento de principios, hechos, ideas, etc.
Si el conocimiento declarativo es saber qué hacer, el conocimiento y la habilidad procedimentales consiste en saber hacerlo. Por ejemplo, alguien puede saber que para hacer una vasija hay que colocar arcilla en el torno. Sin embargo, una persona sin habilidad pone la arcilla y la vasija le sale mal, mientras que a otra persona con experiencia le sale perfecta.
El tercer predictor del rendimiento laboral es la motivación, que se refiere a «un efecto combinado de 3 comportamientos de elección: elección de gastar esfuerzo, elección del nivel de esfuerzo a gastar y elección de persistir en el gasto de ese nivel de esfuerzo» (Campbell, 1990). Este predictor refleja la dirección, intensidad y persistencia de las conductas volitivas. Campbell (1990) subrayó que la única manera de tratar la motivación como un determinante directo del comportamiento es como una o más de estas opciones (véase también Motivación laboral).
Campbell (1990) también señaló varios parámetros del desempeño laboral que pueden tener implicaciones importantes para su estudio y que deberían ser investigados por psicólogos industriales y organizacionales.
El primero es la distinción entre velocidad y precisión, similar a la que existe entre cantidad y calidad. Algunas de las preguntas importantes que se deben hacer: ¿qué es lo que más valora la organización: maximizar la velocidad, maximizar la precisión o algún equilibrio entre ambas? ¿Qué tipos de trade-offs debe hacer un empleado? La última pregunta es importante, porque la velocidad y la precisión de la misma tarea pueden ser independientes entre sí.
La segunda distinción es entre rendimiento típico y máximo. Sackett, Zedeck y Fogli realizaron un estudio sobre cajeros de supermercados y descubrieron que había una diferencia sustancial entre las puntuaciones que reflejaban su desempeño típico y las que reflejaban su desempeño máximo. Este estudio sugirió la distinción entre rendimiento típico y máximo. Las situaciones laborales habituales reflejan distintos niveles de motivación, que dan como resultado un desempeño típico. Las circunstancias especiales generan la máxima motivación de los empleados, lo que se traduce en el máximo rendimiento.
Además, se cree que el impacto de las percepciones de justicia organizacional sobre el desempeño proviene de la teoría de la equidad laboralː cuando las personas perciben una injusticia, buscan restaurar la justicia. Una forma en que los empleados sienten que restablecen la justicia es modificando su nivel de desempeño. La justicia procedimental afecta el desempeño como resultado de su impacto en las actitudes de los empleados. La justicia distributiva afecta el desempeño cuando la eficiencia y la productividad están involucradas. Mejorar la percepción de justicia mejora la productividad y el rendimiento.

### Resultados de la psicología del personal
Un metaanálisis de los métodos de selección en psicología del personal concluyó que el factor g de inteligencia (un constructo matemático formal muy relacionado con el concepto informal de inteligencia y con el cociente intelectual, CI) era el mejor predictor global del desempeño laboral y del desempeño en la capacitación. Ahora bien, en campos ricos en información y que requieren mucho aprendizaje instructivo, puede no ser tan buen predictor. La concienciación es otro buen predictor, pero se correlaciona con la inteligencia y a veces se excluye de los metanálisis.
El artículo Investigación en acción de la Asociación Estadounidense de Psicología sobre la selección de personal aporta evidencia de que indica que la capacidad mental general y la concienciación explican entre el 20 y el 30 % de la variación en el desempeño laboral, y que los trabajos más complejos se ubican en la parte superior de ese rango. Sin embargo, otro artículo de esta misma asociación afirma que la concienciación en realidad impide el éxito en trabajos creativos, innovadores o espontáneos, como los artísticos, sociales y de investigación. En dicho artículo se afirma que otros factores psicológicos también están relacionados con el desempeño laboral, a saber: la creatividad, el liderazgo, la integridad, la asistencia y la cooperación.

### Impacto de la experiencia laboral
La importancia de la experiencia laboral como predictor del desempeño laboral es discutible, ya que la experiencia se correlaciona con el desempeño en el caso de personas con entre 0 y 3 años de experiencia, pero la correlación desciende a solo 0,15 en el caso de personas con 12 años o más de experiencia. Esto sugiere que, después de unos pocos años de experiencia, una mayor experiencia no se traduce en mejor rendimiento .

### Impacto negativo del acoso laboral
El acoso laboral empeora el desempeño. En un estudio se encontró una correlación negativa moderada entre el desempeño autoevaluado y el acoso laboral: de media, los trabajadores acosados informaron de una disminución de su productividad de aproximadamente el 7 %, en comparación con aquellos que no habían sido acosados ni habían presenciado acoso.

## Autoevaluaciones básicas
El desempeño laboral es un resultado consistente e importante de las autoevaluaciones básicas (CSE por sus siglas en inglés). El concepto de autoevaluaciones básicas fue examinado por primera vez por Judge, Locke y Durham (1997) como un predictor disposicional de la satisfacción laboral, e involucra 4 dimensiones de la personalidad: locus de control, neuroticismo, autoeficacia y autoestima. Se ha demostrado que las puntuaciones que las personas se asignan a sí mismas en estas 4 dimensiones (que resultan en un número, como el cociente intelectual, y que por tanto puede ser alto, medio o bajo) tienen la capacidad de predecir su comportamiento en el trabajo, en particular la  satisfacción laboral y el desempeño laboral. 
La teoría más popular que relaciona las autoevaluaciones básicas con el desempeño laboral sostiene que las personas con un alto CSE estarán más motivadas para desempeñarse bien porque confían en que tienen la capacidad para hacerlo (una de las 4 dimensiones, precisamente, es la autoeficacia, la confianza en la propia capacidad). La motivación es generalmente el mediador más aceptado de la relación entre el CSE y el desempeño laboral. Esta capacidad de predicción de las autoevaluaciones básicas ha inspirado una creciente cantidad de investigaciones sobre ellas y sugiere implicaciones valiosas sobre la importancia que pueden tener para las organizaciones.

## Conflicto de roles
Una persona experimenta un conflicto de roles cuando alguno de los diversos papeles que desempeña en su vida dificulta mucho o llega a imposibilitar el cumplimiento de otro. Por ejemplo una ejecutiva con largas jornadas puede sentir que no está dedicando suficiente tiempo a sus hijos. 
El conflicto de roles también puede darse en el trabajo, cuando el empleado tiene que realizar varias tareas que en algún momento presentan incompatibilidades.
El conflicto de roles puede tener muchos efectos diferentes en la vida laboral de un individuo, así como en su vida familiar. En un estudio realizado en Taiwán, se encontró que quienes padecían conflictos de roles veían afectado su desempeño laboral, principalmente en forma de falta de motivación. Aquellos con conflictos de roles no hicieron más que lo mínimo exigido en el trabajo. También se observó una disminución en la capacidad de asignar tareas. Tener múltiples roles a menudo conduce a insatisfacción laboral.
Experimentar un conflicto de roles dentro del lugar de trabajo también puede conducir al acoso laboral. Cuando las empresas pasan por cambios organizacionales, los trabajadores a menudo experimentan una pérdida o una ganancia en áreas de su trabajo, y sus expectativas se modifican. Esta variación suele ser muy estresante. Los trabajadores que creen haber perdido pueden comenzar a arremeter contra otros, verbalmente, reteniendo deliberadamente elementos relacionados con el trabajo o, a veces, incluso físicamente.
Si bien el conflicto de roles en el trabajo tiene muchos efectos desmotivadores, también tiene un efecto positivoː a menudo quienes padecen un conflicto de roles ven incrementada su creatividad laboral. Como desempeñan múltiples papeles, su flexibilidad también aumenta. Las diferentes fuentes de información que utilizan hacen que estas personas puedan aportar distintas perspectivas.

## Inteligencia emocional
Las investigaciones sobre la inteligencia emocional (IE) y el desempeño laboral muestran resultados mixtos: en algunos estudios se encontró una relación positiva, en otros no se halló relación, o resultó inconsistente. Esto llevó a los investigadores Cote y Miners (2006) a postular un modelo compensatorio entre la IE y el cociente intelectual (CI), según el cual la asociación entre la IE y el desempeño laboral se vuelve más positiva a medida que disminuye el CI, una idea propuesta por primera vez en el contexto del desempeño académico (Petrides, Frederickson y Furnham, 2004). Los resultados del estudio anterior respaldaron el modelo compensatorio: cuanto mayor es la IE de los empleados con bajo CI, mayor es su desempeño en las tareas y mejores sus comportamientos de ciudadanía organizativa.
Un metaanálisis (la RAE considera válidas, en su cuenta de X, las grafías metanálisis y metaanálisis, aunque su diccionario no recoja ninguna) de Joseph y Newman reveló también que tanto la IE de capacidad como la IE de rasgo tienden a predecir el desempeño laboral mucho mejor en trabajos que requieren un alto grado de trabajo emocional (se definió "trabajo emocional" como una tarea que requiere la exhibición de emociones positivas). Por el contrario, la IE muestra poca relación con el desempeño laboral en empleos que no requieren trabajo emocional. Por decirlo de otra formaː la inteligencia emocional tiende a predecir el desempeño laboral únicamente en trabajos emocionales.
Un estudio más reciente sugiere que la IE no es siempre positiva. Halló una correlación negativa entre la IE y las demandas laborales gerencialesː con niveles bajos de demandas laborales gerenciales, la IE se relacionaba negativamente con la eficacia del trabajo en equipo. La explicación puede estar en las diferencias de género en IE, ya que las mujeres tienden a presentar mayores niveles que los hombres. Esto refuerza la idea de que el contexto laboral desempeña un papel en las relaciones entre la IE, la eficacia del trabajo en equipo y el desempeño laboral.
Otro estudio evaluó un posible vínculo entre la IE y las conductas emprendedoras y el éxito. De acuerdo con muchos de los otros hallazgos relacionados con la IE y el desempeño laboral, encontraron que los niveles de IE solo predecían una pequeña cantidad de comportamiento empresarial.